# フェルナンド・ポー・ジュニア
フェルナンド・ポー・ジュニア（Fernando Poe Jr.）ことロナルド・アラン・ケリー・ポー（Ronald Allan Kelley Poe、1939年8月20日 - 2004年12月14日）は、フィリピンの俳優。FPJやDa Kingなどと表記されることもある。しばしば「フィリピン映画界の王」と呼ばれる。
2004年にはフィリピン大統領選挙に出馬したが、現職のグロリア・アロヨに僅差で敗れて当選はならなかった。俳優のフェルナンド・ポー・シニアは父親。女優のスーザン・ロセスは妻。女優のロビ・ポーは実娘であり、政治家のグレース・ポーは養女である。
死後の2006年5月23日にはグロリア・アロヨ大統領によって映画分野におけるフィリピン国民芸術家に選出された。この栄誉は2012年7月20日にベニグノ・アキノ3世大統領によって承認され、8月16日にポー・ジュニアの家族に授与された。

## 経歴

### 出生
ポーという姓の本来の綴りはPoeではなくPouである。祖父はスペイン人劇作家のロレンソ・ポー（ロレンソ・ポウ）であり、カタルーニャ地方のマヨルカ島出身である。ロレンソ・ポーはスペインが領有していたフィリピン（スペイン領東インド）に渡り、鉱業などに携わった。1898年のパリ条約によってフィリピンはスペインからアメリカ合衆国に割譲されたが、ロレンソ・ポーはパリ条約以前からフィリピンに居住していた。父親は俳優のフェルナンド・ポー・シニアであり、母親のエリザベス・ケリーはフィリピン系アメリカ人である。
1939年8月20日、ポー・ジュニアはロナルド・アラン・ケリー・ポーとしてマニラで生まれた。ポー・ジュニアは6人兄弟姉妹の2番目であり、弟のアンディ・ポーも俳優となっている。当初はアンディ（フェルナンド2世）がフェルナンド・ポー・ジュニアと名乗ったが、後にロナルドがポー・ジュニアという名前を引き継いだ。俳優のコンラッド・ポーはポー・シニアと女優のパトリシア・ミハレスの間にできた非嫡出子である。

### 映画業界
1953年にはサン・ベダ・カレッジで初等教育を終了し、サン・セバスティアン・カレッジで中等教育を受けた。その後はマプア工業学院とザ・イースト大学で高等教育を受け、演劇コースで学んだ。父親のポー・シニアは35歳だった1951年に狂犬病のために死去しており、ポーは家族を養うために大学を中退した。1954年9月11日には祖父のロレンソ・ポーも死去した。
映画業界でメッセンジャーとして働いた後、ポー・ジュニアは俳優の道を歩み始めた。まずはエバーラスティング・ピクチャーズのスタントマンとして『Anak ni Palaris』に出演し、1957年の『Lo Waist Gang』で人気を得た。イニシャルからFPJとも呼ばれていたポー・ジュニアは、貧しく虐げられた人々を描いた映画に出演してスター俳優となった。またポーは、ロンワルド・レジェス(Ronwaldo Reyes)という偽名で9本の映画を監督している。レジェスは父からの祖母マルタの姓に由来している。ロンワルド・レジェス名義で監督した『Mga anghel na walang langit』はFAMAS賞で物語賞に選出されたが、選考委員は授賞式までレジェスが誰であるか知らなかった。
1961年にはFPJプロダクションを設立し、その後他の映画会社を設立した。1963年にはフィリピンの映画産業から金を奪ったビッグ・フォーと呼ばれるギャング組織に対して証言している。FAMAS賞では1968年の『Mga Alabok sa Lupa』、1972年の『Asedillo』、1980年の『Durugin si Totoy Bato』、1984年の『Umpisahan mo...Tatapusin ko』、1987年の『Muslim .357』で計5回男優賞を受賞しており、これはジョセフ・エストラーダ、クリストファー・デ・レオン、エディー・ガルシアと並んで最多受賞記録である。

### 2004年大統領選挙
フィリピンでは1998年から2001年まで俳優のジョセフ・エストラーダが大統領を務め、庶民からの人気が高かった。2001年にはエストラーダ大統領が弾劾され、グロリア・アロヨが後任の大統領に就任した。2004年にはエストラーダの親友であるポー・ジュニアがKNPから大統領選挙に出馬し、5月10日の大統領選挙では36.51%となる11,782,232票を集めたが、39.9%となる12,905,808票を集めた現職のグロリア・アロヨが二選を果たし、ポー・ジュニアは2位に終わった。なお、ポーの両親が結婚したのは1940年のことであり、ポー・ジュニアの出産時には法的には未婚だった。このため、2004年のフィリピン大統領選挙の際には、ポー・ジュニアが「フィリピン人でない女性の息子」であり「出馬資格がない」とするネガティブ・キャンペーンが行われた。
1968年には女優のスーザン・ロセスと結婚式を挙げた。ふたりは養女としてグレース・ポーを迎え、グレースは後に政治家となっている。配偶者であったスーザン以外の女性との間には、女優のアナ・マリンとの間にも息子を儲けており、さらに女優のロウェナ・モランとの間にロビ・ポーを儲けている。この2人の非嫡出子を認知したのは、大統領選挙期間中だった2004年2月のことである。

### 死去
2004年12月11日には自身の製作スタジオで行われていたクリスマスパーティの最中にめまいを訴え、ケソンにある聖ルカ医療センターに入院した。病名は脳卒中であり、医師は多臓器不全を伴う脳血栓であると説明した。意識を回復することはなく、12月14日に65歳で死去した。大統領選挙からわずか半年後のことだった。
主催者の発表によると、9日間行われた通夜には200万人が参列した。両親と同様に、マニラ北墓地にあるポー家の墓地に埋葬された。死去から8年後の2012年12月14日、ロハス通りとアルキサ通りの交差点にポーの記念碑が建立され、妻のスーザン・ロセスと娘のグレース・ポーが式典に参加した。

## 受賞
FAMAS賞
| 年   | 部門       | 作品                          | 結果 |
| ---- | ---------- | ----------------------------- | ---- |
| 2000 | 生涯功労賞 | 生涯功労賞                    | 受賞 |
| 1997 | 大統領賞   | 大統領賞                      | 受賞 |
| 1996 | 監督賞     | Kahit butas ng karayom        | 受賞 |
| 1988 | FAMAS殿堂  | FAMAS殿堂                     | 受賞 |
| 1987 | 男優賞     | Muslim .357                   | 受賞 |
| 1985 | 監督賞     | Ang Padrino                   | 受賞 |
| 1985 | 脚本賞     | Ang Padrino                   | 受賞 |
| 1984 | 男優賞     | Umpisahan mo... Tatapusin ko! | 受賞 |
| 1980 | 男優賞     | Durugin si Totoy Bato         | 受賞 |
| 1972 | 男優賞     | Asedillo                      | 受賞 |
| 1971 | 物語賞     | Mga anghel na walang langit   | 受賞 |
| 1968 | 男優賞     | Mga alabok sa lupa            | 受賞 |

FAP賞
| 年   | 部門   | 作品                          | 結果 |
| ---- | ------ | ----------------------------- | ---- |
| 1998 | 監督賞 | Eseng ng Tondo                | 受賞 |
| 1998 | 男優賞 | Eseng ng Tondo                | 受賞 |
| 1987 | 男優賞 | Muslim .357                   | 受賞 |
| 1984 | 男優賞 | Umpisahan mo... Tatapusin ko! | 受賞 |

Gawad Urian賞
| 年   | 部門       | 結果 |
| ---- | ---------- | ---- |
| 2002 | 生涯功労賞 | 受賞 |

マニラ国際映画祭
| 年   | 部門       | 結果 |
| ---- | ---------- | ---- |
| 2000 | 生涯功労賞 | 受賞 |

シネマ・ワン・オリジナル・デジタル映画祭
| 年   | 部門                       | 結果 |
| ---- | -------------------------- | ---- |
| 2009 | シネマ・ワン・レジェンド賞 | 受賞 |